# ねなしぐさ 平賀源内の殺人
『ねなしぐさ 平賀源内の殺人』（ねなしぐさひらがげんないのさつじん）は、乾緑郎による日本の時代小説、ミステリー小説。「このミステリーがすごい!」で大賞を受賞した乾が、「歴史の謎」をテーマに描いた作品。

## 登場人物
平賀源内
侍であり、本業は本草学者。医学、蘭学や鉱物の知識、戯作者、発明家といった多岐にわたる。
杉田玄白
平賀源内の友人。
田沼意次
老中。
工藤平助
医者。
志乃
源内を慕っている遊女。

## 作風
品川庄司の品川祐によると、悲しい平賀源内の最期が報われる気がするように描かれている。
宮部みゆきは2020年4月19日付の読売新聞で、本作について平賀源内の「史実を鵜呑みにしていいのか、磊落な天才の人生の行き着く先に、他の希望の道はなかったのだろうかと問いかける」ような作品であると評している。

## 書誌情報
- 乾緑郎『ねなしぐさ 平賀源内の殺人』2020年2月10日発売[1]、ISBN 978-4-299-00068-2
  - 文庫版、2022年6月7日発売[2]、ISBN 978-4-299-03097-9